# Лаура Поус Тіо
Лаура Поус-Тіо (ісп. Laura Pous Tió, нар. 1 жовтня 1984) — колишня професійна іспанська тенісистка.
Здобула двадцять одиночних та дев'ять парних титулів туру ITF. 
Найвищу одиночну позицію рейтингу WTA — 72 місце досягнула 16 січня 2012 року.

## Фінали турнірів WTA

### Одиночний розряд: 1 (0–1)
| Легенда                                      |
| -------------------------------------------- |
| Турніри Великого шолома (0–0)                |
| Tier I / Premier Mandatory & Premier 5 (0–0) |
| Tier II / Premier (0–0)                      |
| Tier III, IV & V / International (0–1)       |

| Титули за покриттям |
| ------------------- |
| Тверде (0–0)        |
| Трава (0–0)         |
| Ґрунт (0–1)         |
| Килим (0–0)         |

| Результат | Дата           | Турнір                              | Покриття | Опонент      | Рахунок  |
| --------- | -------------- | ----------------------------------- | -------- | ------------ | -------- |
| Поразка   | 29 квітня 2012 | Гран-прі принцеси Лалли Мер'єм, Fes | Ґрунт    | Кікі Бертенс | 5–7, 0–6 |

### Парний розряд: 1 (0–1)
| Легенда                                      |
| -------------------------------------------- |
| Турніри Великого шолома (0–0)                |
| Tier I / Premier Mandatory & Premier 5 (0–0) |
| Tier II / Premier (0–0)                      |
| Tier III, IV & V / International (0–1)       |

| Титули за покриттям |
| ------------------- |
| Тверде (0–0)        |
| Трава (0–0)         |
| Ґрунт (0–1)         |
| Килим (0–0)         |

| Результат | Дата           | Турнір                            | Покриття | Партнер      | Опоненти                                    | Рахунок               |
| --------- | -------------- | --------------------------------- | -------- | ------------ | ------------------------------------------- | --------------------- |
| Поразка   | 19 лютого 2011 | Copa Colsanitas Santander, Bogotá | Ґрунт    | Шерон Фічмен | Едіна Галловіц-Халл Анабель Медіна Гаррігес | 6–2, 6–7(6–8), [9–11] |

## Виступи у турнірах Великого шолома

### Одиночний розряд
| Турнір                                 | 2004 | 2005 | 2006 | 2007 | 2008 | 2009 | 2010 | 2011 | 2012 | 2013 | 2014 | 2015 | 2016 | W–L  |
| -------------------------------------- | ---- | ---- | ---- | ---- | ---- | ---- | ---- | ---- | ---- | ---- | ---- | ---- | ---- | ---- |
| Відкритий чемпіонат Австралії з тенісу | A    | LQ   | 1р   | 1р   | A    | A    | A    | 1р   | 1р   | A    | A    | A    | LQ   | 0–4  |
| Відкритий чемпіонат Франції з тенісу   | A    | LQ   | 1р   | LQ   | A    | A    | LQ   | 1р   | 1р   | A    | A    | LQ   | LQ   | 0–3  |
| Вімблдонський турнір                   | A    | LQ   | 1р   | LQ   | A    | A    | LQ   | 1р   | 1р   | A    | A    | LQ   | A    | 0–3  |
| Відкритий чемпіонат США з тенісу       | LQ   | 1р   | LQ   | A    | A    | A    | LQ   | 2р   | LQ   | A    | A    | LQ   | A    | 1–2  |
| Перемоги-Поразки                       | 0–0  | 0–1  | 0–3  | 0–1  | 0–0  | 0–0  | 0–0  | 1–4  | 0–3  | 0–0  | 0–0  | 0–0  | 0–0  | 1–12 |

### Парний розряд
| Турнір                                 | 2005 | 2006 | 2011 | W–L |
| -------------------------------------- | ---- | ---- | ---- | --- |
| Відкритий чемпіонат Австралії з тенісу |      | 1р   |      | 0–1 |
| Відкритий чемпіонат Франції з тенісу   |      |      | 2р   | 1–1 |
| Вімблдонський турнір                   |      |      | 1р   | 0–1 |
| Відкритий чемпіонат США з тенісу       | 1р   |      | 1р   | 0–2 |
| Перемоги-Поразки                       | 0–1  | 0–1  | 1–3  | 1–5 |

## Фінали ITF (29–16)

### Одиночний розряд (20–11)
| Легенда          |
| ---------------- |
| Турніри $100,000 |
| Турніри $75,000  |
| Турніри $50,000  |
| Турніри $25,000  |
| Турніри $10,000  |

| Фінали за покриттям |
| ------------------- |
| Тверде (2–3)        |
| Ґрунт (18–8)        |
| Трава (0–0)         |
| Килим (0–0)         |

| Результат | Ранг | Дата              | Турнір                       | Покриття | Опонент                   | Рахунок            |
| --------- | ---- | ----------------- | ---------------------------- | -------- | ------------------------- | ------------------ |
| Поразка   | 1.   | 6 липня 2003      | Камарго (Кантабрія), Іспанія | Ґрунт    | Sabina Mediano-Alvarez    | 6–3, 3–6, 1–6      |
| Перемога  | 1.   | 26 жовтня 2003    | Севілья, Іспанія             | Ґрунт    | Adriana González Peñas    | 6–2, 3–6, 6–3      |
| Перемога  | 2.   | 15 лютого 2004    | Майорка, Іспанія             | Ґрунт    | Ана Тимотич               | 4–6, 6–3, 6–0      |
| Перемога  | 3.   | 28 лютого 2004    | Гран-Канарія, Іспанія        | Ґрунт    | Nuria Roig-Tost           | 5–7, 6–2, 7–6(7–3) |
| Поразка   | 2.   | 18 квітня 2004    | Біарріц, Франція             | Ґрунт    | Бахія Мухтассен           | 4–6, 6–7(4–7)      |
| Поразка   | 3.   | 1 травня 2004     | Коацакоалькос, Мексика       | Тверде   | Джессіка Кіркленд         | 0–6, 4–6           |
| Перемога  | 4.   | 24 жовтня 2004    | Севілья, Іспанія             | Ґрунт    | Кіра Надь                 | 7–5, 6–1           |
| Перемога  | 5.   | 21 листопада 2004 | Барселона, Іспанія           | Ґрунт    | Цветана Піронкова         | 4–6, 7–5, 6–2      |
| Перемога  | 6.   | 1 травня 2005     | Кань-сюр-Мер, Франція        | Ґрунт    | Катерина Бичкова          | 7–6(7–4), 6–4      |
| Перемога  | 7.   | 10 липня 2005     | Кунео, Італія                | Ґрунт    | Кончіта Мартінес Гранадос | 6–3, 6–2           |
| Поразка   | 4.   | 17 травня 2009    | Ain Sukhna, Єгипет           | Ґрунт    | Галина Фокіна             | 6–7(2–7), 5–7      |
| Перемога  | 8.   | 24 травня 2009    | Ain Sukhna, Єгипет           | Ґрунт    | Zuzana Linhová            | 6–1, 6–2           |
| Поразка   | 5.   | 15 листопада 2009 | Майорка, Іспанія             | Ґрунт    | Martina di Giuseppe       | 3–6, 3–6           |
| Перемога  | 9.   | 13 грудня 2009    | Бенікарло, Іспанія           | Ґрунт    | Летісія Костас            | 6–1, 6–1           |
| Поразка   | 6.   | 6 червня 2010     | Марибор, Словенія            | Ґрунт    | Чжан Шуай                 | 3–6, 6–3, 3–6      |
| Перемога  | 10.  | 25 вересня 2010   | Фоджа, Італія                | Ґрунт    | Марія Тереса Торро Флор   | 3–6, 6–3, 6–4      |
| Поразка   | 7.   | 3 жовтня 2010     | Афіни, Греція                | Тверде   | Елені Даніліду            | 4–6, 1–6           |
| Поразка   | 8.   | 13 лютого 2011    | Калі (місто), Колумбія       | Ґрунт    | Ірина-Камелія Бегу        | 3–6, 6–7(1–7)      |
| Поразка   | 9.   | 22 липня 2011     | Бухарест, Румунія            | Ґрунт    | Irina-Camelia Begu        | 3–6, 5–7           |
| Перемога  | 11.  | 11 листопада 2012 | Benicarló, Іспанія           | Ґрунт    | Діна Пфіценмаєр           | 6–4, 6–1           |
| Перемога  | 12.  | 24 травня 2013    | Касабланка, Марокко          | Ґрунт    | Сандра Заневська          | 6–3, 6–0           |
| Поразка   | 10.  | 26 січня 2014     | Тінахо, Іспанія              | Тверде   | Клаудія Джовіне           | 3–6, 6–0, 2–6      |
| Перемога  | 13.  | 2 лютого 2014     | Tinajo, Іспанія              | Тверде   | Natasha Fourouclas        | 6–0, 6–3           |
| Перемога  | 14.  | 9 лютого 2014     | Tinajo, Іспанія              | Тверде   | Анна Ремондіна            | 6–3, 3–6, 6–2      |
| Перемога  | 15.  | 13 липня 2014     | Гечо, Іспанія                | Ґрунт    | Ольга Саес Ларра          | 6–7(4–7), 6–3, 7–5 |
| Перемога  | 16.  | 27 липня 2014     | Вальядолід, Іспанія          | Ґрунт    | Осеан Доден               | 4–6, 7–5, 6–2      |
| Перемога  | 17.  | 2 серпня 2014     | Роверето, Італія             | Ґрунт    | Ліза Сабіно               | 6–2, 4–6, 6–1      |
| Перемога  | 18.  | 9 серпня 2014     | Відень, Австрія              | Ґрунт    | Gabriela Pantucková       | 6–7(6–8), 6–3, 6–1 |
| Перемога  | 19.  | 28 вересня 2014   | Сьюдад-Хуарес, Мексика       | Ґрунт    | Лурдес Домінгес Ліно      | 6–4, 6–1           |
| Перемога  | 20.  | 14 лютого 2015    | Сан-Паулу, Бразилія          | Ґрунт    | Андрея Міту               | 6–2, 6–2           |
| Поразка   | 11.  | 2 липня 2016      | Рим, Італія                  | Ґрунт    | Сільвія Солер Еспіноза    | 6–2, 4–6, 5–7      |

### Парний розряд: 14 (9–5)
| Результат | Ранг | Дата              | Турнір                     | Покриття   | Партнер                 | Опоненти                                       | Рахунок          |
| --------- | ---- | ----------------- | -------------------------- | ---------- | ----------------------- | ---------------------------------------------- | ---------------- |
| Поразка   | 1.   | 14 лютого 2004    | Mallorca, Іспанія          | Ґрунт      | Лурдес Домінгес Ліно    | Ана Тимотич Роса Марія Андрес Родрігес         | 6–3, 4–6, 4–6    |
| Поразка   | 2.   | 30 квітня 2004    | Коацакоалькос, Мексика     | Тверде     | Лурдес Домінгес Ліно    | Соледад Есперон Flavia Mignola                 | 0–6, 1–6         |
| Перемога  | 1.   | 23 жовтня 2004    | Севілья, Іспанія           | Ґрунт      | Лурдес Домінгес Ліно    | Кіра Надь Віраг Немет                          | 6–2, 6–3         |
| Перемога  | 2.   | 20 листопада 2004 | Барселона, Іспанія         | Ґрунт      | Лурдес Домінгес Ліно    | Ніна Братчикова Ekaterina Kozhokina            | 6–2, 6–3         |
| Перемога  | 3.   | 30 червня 2007    | Getxo, Іспанія             | Ґрунт      | Нурія Льягостера Вівес  | Кончіта Мартінес Гранадос Марія Емілія Салерні | 6–2, 6–1         |
| Перемога  | 4.   | 16 травня 2009    | Ain Sukhna, Єгипет         | Ґрунт      | Yasmin Ebada            | Галина Фокіна Анна Моргіна                     | 6–4, 2–6, [10–5] |
| Перемога  | 5.   | 14 листопада 2009 | Mallorca, Іспанія          | Ґрунт      | Роміна Опранді          | Летісія Костас Інес Феррер Суарес              | 7–6(7–5), 6–2    |
| Перемога  | 6.   | 11 грудня 2009    | Benicarló, Іспанія         | Ґрунт      | Роміна Опранді          | Александра Каданцу Diana Enache                | 6–4, 6–3         |
| Поразка   | 3.   | 12 лютого 2010    | Калі, Колумбія             | Ґрунт      | Естрелья Кабеса Кандела | Едіна Галловіц-Халл Полона Герцог              | 6–3, 3–6, [8–10] |
| Поразка   | 4.   | 24 вересня 2010   | Фоджа, Італія              | Ґрунт      | Естрелья Кабеса Кандела | Марія Ірігоєн Флоренсія Молінеро               | 2–6, 2–6         |
| Поразка   | 5.   | 23 жовтня 2010    | Сен-Рафаель (Вар), Франція | Тверде (i) | Естрелья Кабеса Кандела | Сандра Клеменшиц Татьяна Марія                 | 2–6, 4–6         |
| Перемога  | 7.   | 10 липня 2015     | Бурса (місто), Туреччина   | Ґрунт      | Марина Мельникова       | Сопія Шапатава Анастасія Васильєва             | 6–4, 6–4         |
| Перемога  | 8.   | 11 червня 2016    | Ессен, Німеччина           | Ґрунт      | Анне Шефер              | Elyne Boeykens Елена Габріела Русе             | 6–2, 6–3         |
| Перемога  | 9.   | 10 липня 2016     | Контрексевіль, Франція     | Ґрунт      | Сінді Бюргер            | Ніколь Меліхар Рената Ворачова                 | 6–1, 6–3         |